# Мост Чюрлёниса
Мост Чюрлёниса (лит. Čiurlionio tiltas) — автодорожный железобетонный балочный мост через реку Нямунас в Каунасе, Литва. Соединяет центральную часть города с районами Фреда и Алексотас. Это один из самых широких мостов в Литве.

## Расположение
Расположен в створе улицы М. К. Чюрлёниса, соединяя её с проспектом Европы. На левом берегу к мосту подходит улица Г. и О. Минковских. Рядом с мостом на правом берегу находится Каунасский железнодорожный вокзал.
Выше по течению находится Каунасский железнодорожный мост, ниже — Кармелитский мост.

## Название
Название моста дано по улице М. К. Чюрлёниса, которая получила свое наименование в честь литовского художника и композитора М. К. Чюрлёниса.

## История
Строительство моста началось в 1991 году и по первоначальному плану должно было закончиться в 1996 году. Однако из-за недостатка финансирования работы несколько раз останавливались. Проект разработан петербургским институтом «Ленпромтранспроект», авторы проекта — инженеры В. Шувалов, Р. Дижнинис (лит. Rimantas Dižninis) и архитектор Ю. Р. Палис (лит. Jurgis Rimvydas Palys). Генподрядчиком была компания AB «Kauno tiltai». Торжественное открытие моста состоялось 22 октября 2002 года в присутствии премьер-министра А. Бразаускаса и мэра Каунаса Г. Ашмиса.

## Конструкция
Мост шестипролётный железобетонный неразрезной балочный. Схема разбивки на пролёты: 47,5 + 61,5 + 2x78,5 + 61,5 + 47,5 м (без учета эстакадной части на правом берегу). Пролётное строение моста состоит из 4 главных балок коробчатого сечения, собранных из блоков заводского изготовления и объединенных между собой пучками преднапряженной арматуры. Опоры моста на свайном основании монолитные железобетонные (устои и промежуточные опоры) и металлические (опоры эстакадной части на правом берегу). Высота проезжей части над уровнем воды — 11,8 м. Длина моста составляет 475 м, ширина — 29,4 м (из них ширина проезжей части — 24 м и два тротуара по 2,25 м.
Мост предназначен для движения автотранспорта и пешеходов. Проезжая часть включает в себя 6 полос для движения автотранспорта. Покрытие проезжей части — асфальтобетон. Тротуары отделены от проезжей части металлическим барьерным ограждением. Перильное ограждение металлическое простого рисунка, на правом берегу заканчивается кирпичным парапетом. На левом берегу устроены лестничные спуски на нижний ярус набережной. При въезде на мост на правом берегу с низовой стороны на парапете установлена мемориальная доска с информацией о строительстве моста.